# Мъждел
Мъждѐл (на гръцки: Μυλόπετρα, Милопетра, до 1927 година Μουζδέλ, Муздел) е обезлюдено село, днес намиращо се в Република Гърция, в историко-географската област Чеч, на територията на дем Неврокоп.

## География
Мъждел се намира на 740 m надморска височина на югозападните склонове на Родопите и попада в историко-географската област Чеч. Съседните му села са Костен, Прибойна, Колярба, Либан, Ловчища, Горна Лакавица и Вощица. Селото е разположено между реките Кайна (Еримоклисия) и Мъжделската река преди да се слеят.

## История

### Етимология
Според Йордан Н. Иванов името на реката Мождяндере, Мождендере, е производно от старобългарското  (корен мозг- и наставка *-ѣнъ), „тлъст, мозъчен“, „с изобилна трева“ за ливада, „плодороден“ за нива.

### В Османската империя
В съкратен регистър на тимари, зиамети и хасове в ливата Паша от 1519 година село Мъждел, спадащо към Испанеполе е вписано както следва - мюсюлмани: 19 домакинства, неженени - 10; немюсюлмани: 66 домакинства, неженени - 7, вдовици - 7. В подробен регистър на тимари, зиамети, хасове, чифлици, мюлкове и вакъфи в казите и нахиите по териториите на санджака Паша от 1524-1537 година от село Мъждел са регистрирани мюсюлмани: 18, неженени - 17; немюсюлмани: 35, неженени - 6, вдовици - 6. В съкратен регистър на санджаците Паша, Кюстендил, Вълчитрън, Призрен, Аладжа хисар, Херск, Изворник и Босна от 1530 година са регистрирани броят на мюсюлманите и немюсюлманите в населените места. Регистрирано е и село Мъждел с мюсюлмани: 18 домакинства, неженени - 17; немюсюлмани: 35 домакинства, неженени - 6, вдовици - 6. В подробен регистър на санджака Паша от 1569-70 година е отразено данъкоплатното население на Мъждел както следва: мюсюлмани - 31 семейства и 61 неженени; немюсюлмани - 1 семейство и 5 бащини. В подробен регистър за събирането на данъка авариз от казата Неврокоп за 1723 година от село Мъждел (Мъжнадел) са зачислени 26 мюсюлмански домакинства.
В XIX век Мъждел е мюсюлманско село в Неврокопска каза на Османската империя. В „Етнография на вилаетите Адрианопол, Монастир и Салоника“, издадена в Константинопол в 1878 година и отразяваща статистиката на населението от 1873 година, Меджилово (Médjilovo) е посочено като село с 33 домакинства и 95 жители помаци. Според Стефан Веркович към края на XIX век Мъждел (Миждилово) има помашко мъжко население 107 души, което живее в 33 къщи. Според Васил Кънчов към 1900 година броят на къщите в Мъждел е 60, а селото попада в Чеча.
По данни на Българската православна църква, към края на 1912 и началото на 1913 година в Мъждел (Мужделъ) живеят 70 семейства или общо 340 души. Според гръцката статистика, през 1913 година в Мъждел (Μουσδέλ) живеят 395 души. През 1920 година в селото са регистрирани 292 жители.

### В Гърция
През Балканската война в 1912 година в селото влизат български войски. След Междусъюзническата война селото остава в Гърция. През 1923 година по силата на Лозанския договор жителите на Мъждел като мюсюлмани са изселени в Турция. През 1927 година името на селото е сменено от Муждел (Μουζδέλ) на Милопетра (Μυλόπετρα). До 1928 година в Мъждел са заселени 23 гръцки семейства с 69 души - бежанци от Турция. Към 1928 година селото наброява 88 жители, а през 1940 година - 137. Селото е отново обезлюдено по време на Гражданската война в Гърция.
| Година    | 1913 | 1920 | 1928 | 1940 | 1951 | 1961 | 1971 | 1981 | 1991 | 2001 | 2011 | 2021 |
| --------- | ---- | ---- | ---- | ---- | ---- | ---- | ---- | ---- | ---- | ---- | ---- | ---- |
| Население | 395  | 292  | 88   | 137  |      |      |      |      |      |      |      |      |